# L’Automotrice
L’Automotrice war ein französischer Hersteller von Automobilen.

## Unternehmensgeschichte
Das Unternehmen Société l’Automobile aus Bergerac begann 1901 mit der Produktion von Automobilen, die als L’Automotrice vermarktet wurden. 1904 erfolgte eine Umbenennung des Unternehmens in Société l’Automotrice und des Markennamens in Radia. Ab 1905 wurde der Markenname Baudouin-Radia verwendet. 1907 endete die Produktion.

## Fahrzeuge

### L’Automotrice (1901–1904)
Das erste Modell war mit einem Einbaumotor von Aster mit 5 PS Leistung und Kettenantrieb ausgestattet.

### Radia (1904–1905)
Es wurden große Vierzylindermodelle vom 18/22 CV bis zum 40/45 CV hergestellt, die über Kettenantrieb verfügten. Ein Motor hatte 6107 cm³ Hubraum mit 120 mm Bohrung und 135 mm Hub und leistete 35 PS.

### Baudouin-Radia (1905–1907)
Die Modelle vom 18/22 CV bis zum 40/45 CV wurden weiterhin produziert.